# Sciecq
Sciecq est une commune du Centre-Ouest de la France située dans le département des Deux-Sèvres, en région Nouvelle-Aquitaine.

## Géographie
La commune fait partie de l’agglomération de Niort. Sur la rive droite d'une grande boucle de la Sèvre Niortaise se trouve le village de Sciecq.

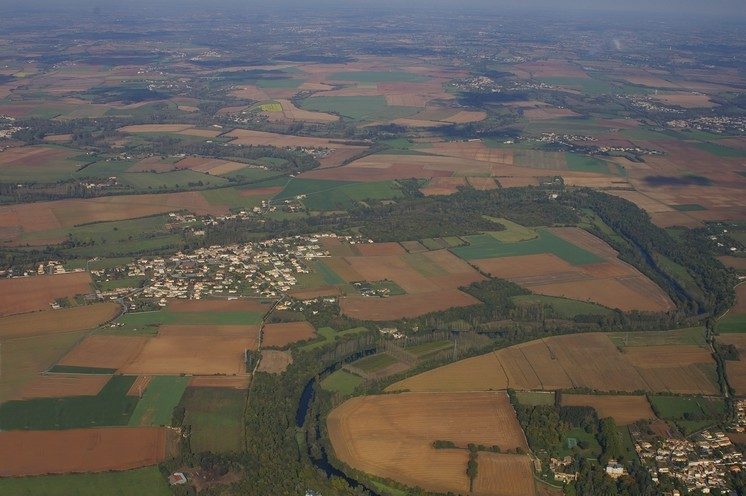
Vue aérienne de Sciecq.

### Climat
Pour des articles plus généraux, voir Climat de la Nouvelle-Aquitaine et Climat des Deux-Sèvres.
Historiquement, la commune est exposée à un climat océanique du nord-ouest.  
En 2020, Météo-France publie une typologie des climats de la France métropolitaine dans laquelle la commune est exposée à un climat océanique et est dans la région climatique  Poitou-Charentes, caractérisée par un bon ensoleillement, particulièrement en été et des vents modérés.
Pour la période 1971-2000, la température annuelle moyenne est de 12,1 °C, avec une amplitude thermique annuelle de 14,6 °C. Le cumul annuel moyen de précipitations est de 920 mm, avec 12,2 jours de précipitations en janvier et 7,2 jours en juillet. Pour la période 1991-2020, la température moyenne annuelle observée sur la station météorologique la plus proche, située sur la commune de Niort à 5 km à vol d'oiseau, est de 12,8 °C et le cumul annuel moyen de précipitations est de 846,6 mm,. Pour l'avenir, les paramètres climatiques de la commune estimés pour 2050 selon différents scénarios d’émission de gaz à effet de serre sont consultables sur un site dédié publié par Météo-France en novembre 2022.

## Urbanisme

### Typologie
Au 1er janvier 2024, Sciecq est catégorisée commune rurale à habitat dispersé, selon la nouvelle grille communale de densité à sept niveaux définie par l'Insee en 2022.
Elle est située hors unité urbaine. Par ailleurs la commune fait partie de l'aire d'attraction de Niort, dont elle est une commune de la couronne,. Cette aire, qui regroupe 91 communes, est catégorisée dans les aires de 50 000 à moins de 200 000 habitants,.

### Occupation des sols
L'occupation des sols de la commune, telle qu'elle ressort de la base de données européenne d’occupation biophysique des sols Corine Land Cover (CLC), est marquée par l'importance des territoires agricoles (74,3 % en 2018), en diminution par rapport à 1990 (77,6 %). La répartition détaillée en 2018 est la suivante : 
terres arables (64,5 %), forêts (15,4 %), zones urbanisées (10,3 %), prairies (9,7 %). L'évolution de l’occupation des sols de la commune et de ses infrastructures peut être observée sur les différentes représentations cartographiques du territoire : la carte de Cassini (XVIIIe siècle), la carte d'état-major (1820-1866) et les cartes ou photos aériennes de l'IGN pour la période actuelle (1950 à aujourd'hui).

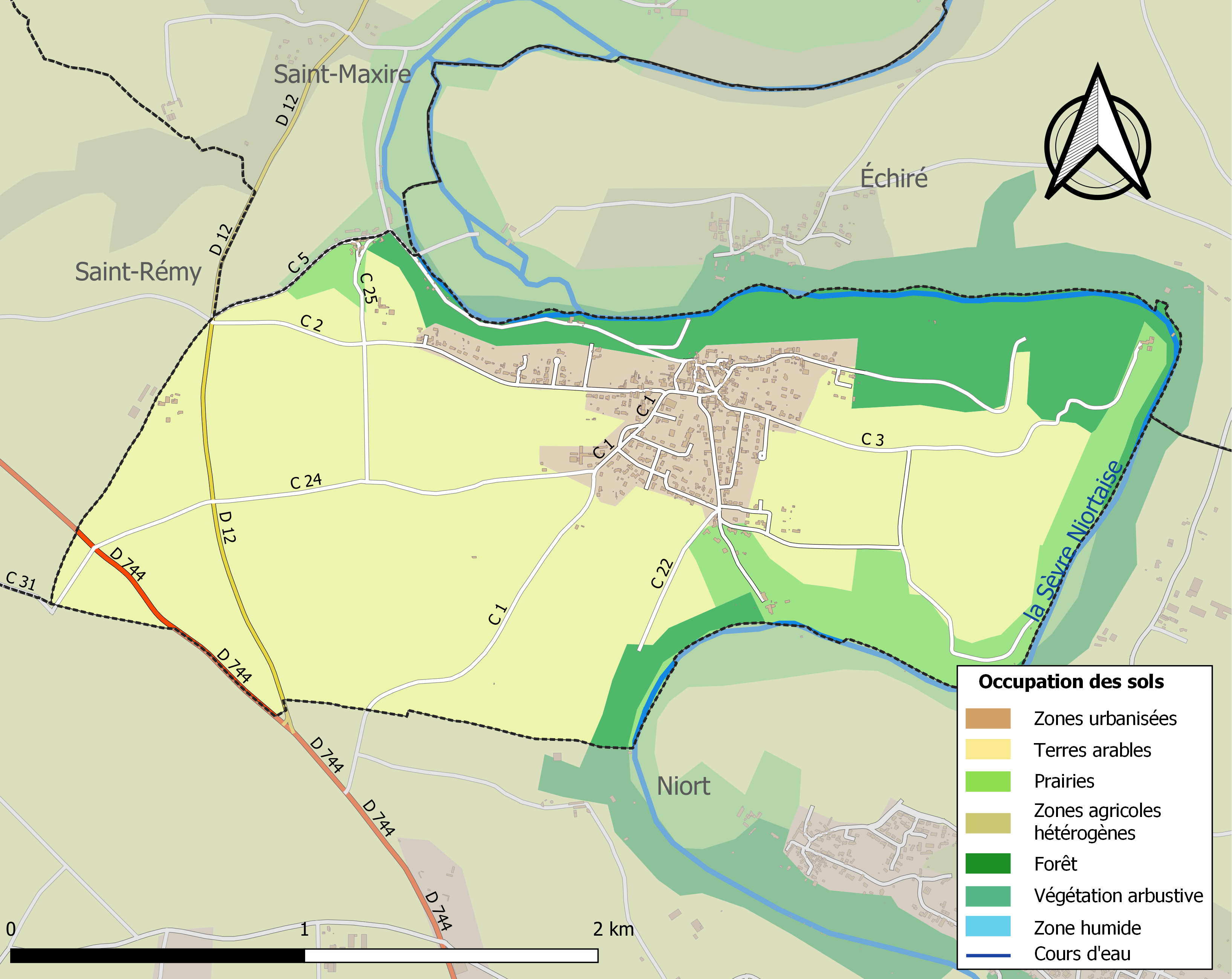
Carte des infrastructures et de l'occupation des sols de la commune en 2018 (CLC).

### Risques majeurs
Le territoire de la commune de Sciecq est vulnérable à différents aléas naturels : météorologiques (tempête, orage, neige, grand froid, canicule ou sécheresse), inondations, mouvements de terrains et séisme (sismicité modérée). Il est également exposé à deux risques technologiques,  le transport de matières dangereuses et la rupture d'un barrage. Un site publié par le BRGM permet d'évaluer simplement et rapidement les risques d'un bien localisé soit par son adresse soit par le numéro de sa parcelle.

#### Risques naturels
Certaines parties du territoire communal sont susceptibles d’être affectées par le risque d’inondation par débordement de cours d'eau, notamment la Sèvre Niortaise. La commune a été reconnue en état de catastrophe naturelle au titre des dommages causés par les inondations et coulées de boue survenues en 1982, 1983, 1995, 1999 et 2010,. Le risque inondation est pris en compte dans l'aménagement du territoire de la commune par le biais du plan de prévention des risques inondation (PPRI) de la « Vallée de la Sèvre Niortaise amont », approuvé le 21 mars 2017, dont le périmètre regroupe 17 communes.

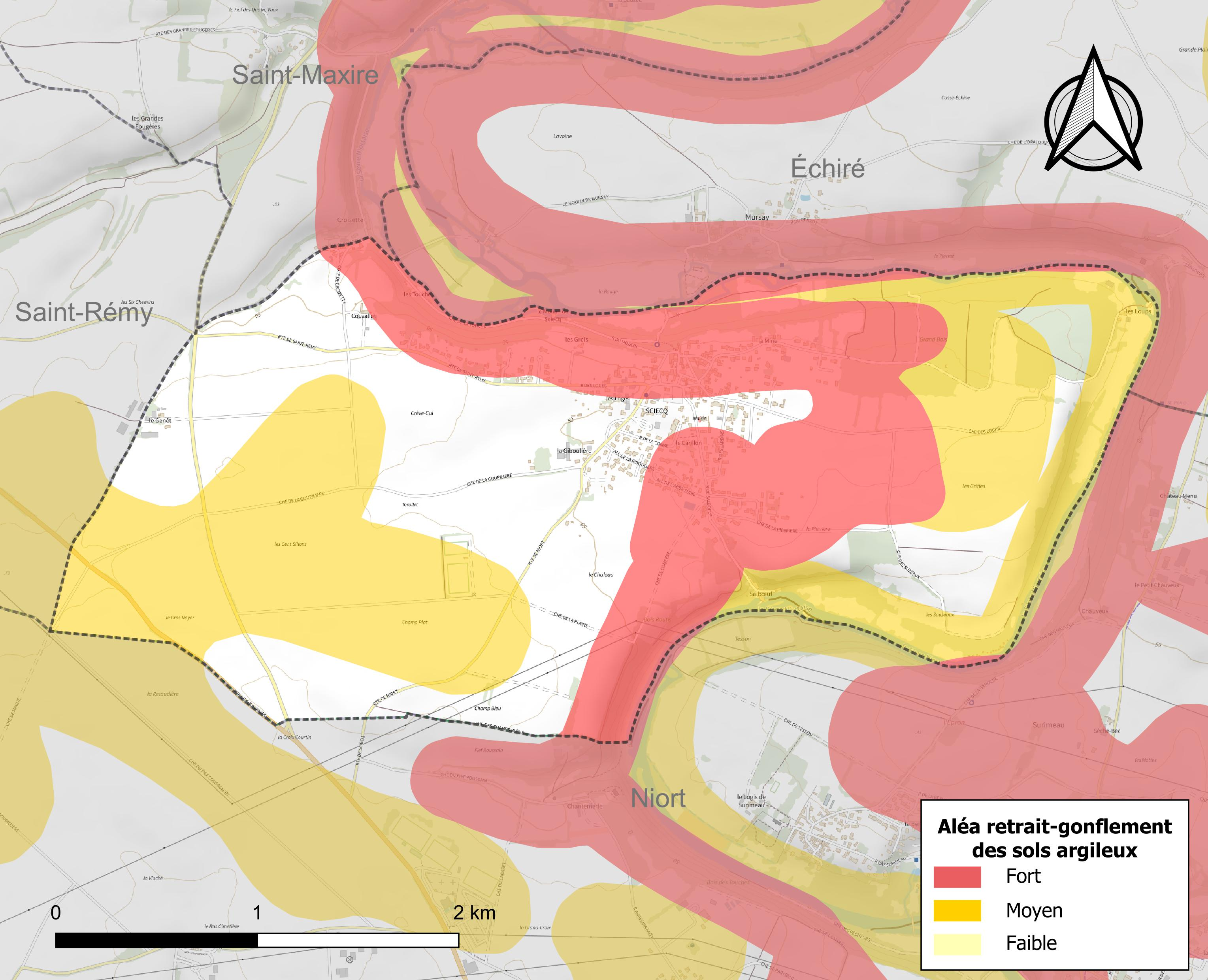
Carte des zones d'aléa retrait-gonflement des sols argileux de Sciecq.

Les mouvements de terrains susceptibles de se produire sur la commune sont des tassements différentiels. Le retrait-gonflement des sols argileux est susceptible d'engendrer des dommages importants aux bâtiments en cas d’alternance de périodes de sécheresse et de pluie. 66,1 % de la superficie communale est en aléa moyen ou fort (54,9 % au niveau départemental et 48,5 % au niveau national). Depuis le 1er octobre 2020, en application de la loi ELAN, différentes contraintes s'imposent aux vendeurs, maîtres d'ouvrages ou constructeurs de biens situés dans une zone classée en aléa moyen ou fort,.
La commune a été reconnue en état de catastrophe naturelle au titre des dommages causés par la sécheresse en 2017 et par des mouvements de terrain en 1999 et 2010.

#### Risque technologique
La commune est en outre située en aval du barrage de la Touche Poupard, un ouvrage de classe A mis en service en 1995 sur le cours d’eau le Chambon, affluent de la Sèvre Niortaise. À ce titre elle est susceptible d’être touchée par l’onde de submersion consécutive à la rupture de cet ouvrage.

## Histoire[22]
Sciecq fait face au château de Mursay, autrefois habité par Agrippa d'Aubigné et par Madame de Maintenon, maitresse de Louis XIV.

### Seconde Guerre mondiale
A Sciecq, à la ferme des Loups, de jeunes réfractaires s'étaient réunis et avaient formé le premier "maquis" de la région sous la direction d'un officier et de plusieurs sous-officiers. Les maquisards étaient peu ou pas armés. Ce maquis était classé "AS" (Armée Secrète).
Les "maquis" s'implantaient dans les régions vallonnées et boisées. La ferme des Loups est située à deux kilomètres du bourg au cœur des bois, dans la vallée de la Sèvre Niortaise. Le lieu était donc propice.

Ce maquis a été très discret.
Le groupe ainsi organisé a pris le nom de "Groupe Lambert".
Du 6 au 21 septembre, le Groupe Lambert se transforme en "Compagnie Lambert" en vue de son incorporation au 114e régiment d'infanterie. Les "maquisards" vont se transformer en soldats.
La Compagnie Lambert formera la 5e compagnie du 2e bataillon, puis la Compagnie Régimentaire de Mitrailleuses et d'Engins 1 (C.R.M.E.1) du 114e Régiment d'Infanterie (114e R.I).

Ce régiment, après un entrainement rapide de deux mois, sera déployée en octobre 1944, avec d'autres régiments, autour de la poche de La Rochelle.
Des accrochages sérieux, avec l'armée allemande puissamment armée ont eu lieu pendant cette période, les Allemands tentant de passer en force les lignes pour se ravitailler.

Le 1er mars 1945, dans le secteur de Saint-Sauveur, l'affrontement le plus important a eu lieu.
Le régiment tiendra et combattra jusqu'à la libération de La Rochelle, le 8 mai 1945.

## Politique et administration
| Période   | Période    | Identité            | Étiquette | Qualité        |
| --------- | ---------- | ------------------- | --------- | -------------- |
| 2001      | 2008       | Gérard Gelin        |           |                |
| mars 2008 | mars 2014  | Nicole David        |           |                |
| mars 2014 | mars 2015, | Jean-Claude Barraud |           | Démissionnaire |
| juin 2015 | En cours   | Jean-Michel Beaudic | MRSL      |                |

## Démographie
À partir du XXIe siècle, les recensements réels des communes de moins de 10 000 habitants ont lieu tous les cinq ans. Pour Sciecq, cela correspond à 2004, 2009, 2014, etc. Les autres dates de « recensements » (2006, etc.) sont des estimations légales.
| 1793 | 1800 | 1806 | 1821 | 1831 | 1836 | 1841 | 1846 | 1851 |
| ---- | ---- | ---- | ---- | ---- | ---- | ---- | ---- | ---- |
| 301  | 336  | 337  | 359  | 344  | 325  | 299  | 287  | 288  |

| 1856 | 1861 | 1866 | 1872 | 1876 | 1881 | 1886 | 1891 | 1896 |
| ---- | ---- | ---- | ---- | ---- | ---- | ---- | ---- | ---- |
| 301  | 317  | 330  | 315  | 294  | 284  | 270  | 256  | 255  |

| 1901 | 1906 | 1911 | 1921 | 1926 | 1931 | 1936 | 1946 | 1954 |
| ---- | ---- | ---- | ---- | ---- | ---- | ---- | ---- | ---- |
| 254  | 251  | 252  | 249  | 262  | 260  | 236  | 214  | 252  |

| 1962 | 1968 | 1975 | 1982 | 1990 | 1999 | 2004 | 2006 | 2009 |
| ---- | ---- | ---- | ---- | ---- | ---- | ---- | ---- | ---- |
| 242  | 272  | 344  | 438  | 449  | 473  | 538  | 504  | 574  |

| 2014 | 2019 | 2022 | - | - | - | - | - | - |
| ---- | ---- | ---- | - | - | - | - | - | - |
| 629  | 637  | 663  | - | - | - | - | - | - |

## Lieux et monuments
- Église Sainte-Madeleine de Sciecq. Au cœur du bourg se dresse une église romane du XIIe siècle. Il existe au sud une grande porte latérale, actuellement murée. Les colonnes supportent un bel arceau orné de sculptures romanes. Les chapiteaux des colonnes sont formés d'animaux symboliques.
- Trois moulins bordent la boucle de la Sèvre : le moulin de Sciecq, le moulin des Loups et le moulin de Salbœuf.
- Par le sentier de la Cueille on découvre la fontaine et son lavoir puis un autre lavoir plus récent sur le bord de la Sèvre Niortaise.
- Médiathèque de Sciecq[31]